# Црква Светих Арханђела Михаила и Гаврила у Батајници
Црква Светих Арханђела Михаила и Гаврила у Батајници се налази у улици Пуковника Миленка Павловића 2, представља непокретно културно добро као споменик културе.
Црква је подигнута између 1780. и 1785. године на месту старије цркве из 18. века.
Представља најстарији архитектонски споменик и главну урбанистичко-просторну доминанту у Батајници, подигнута је као једнобродна барокна грађевина са полукружном апсидом, припратом и високим троспратним барокним звоником. 
У цркви се чувају уметничка дела изузетне културне вредности: иконостас са 54 иконе које је насликао Григорије Јездимировић, затим 28 икона познатог земунског сликара 19. века Живка Петровића, као и низ дела примењене уметности 18. и 19. века и неколико ретких књишко-архивских предмета.